# Urd

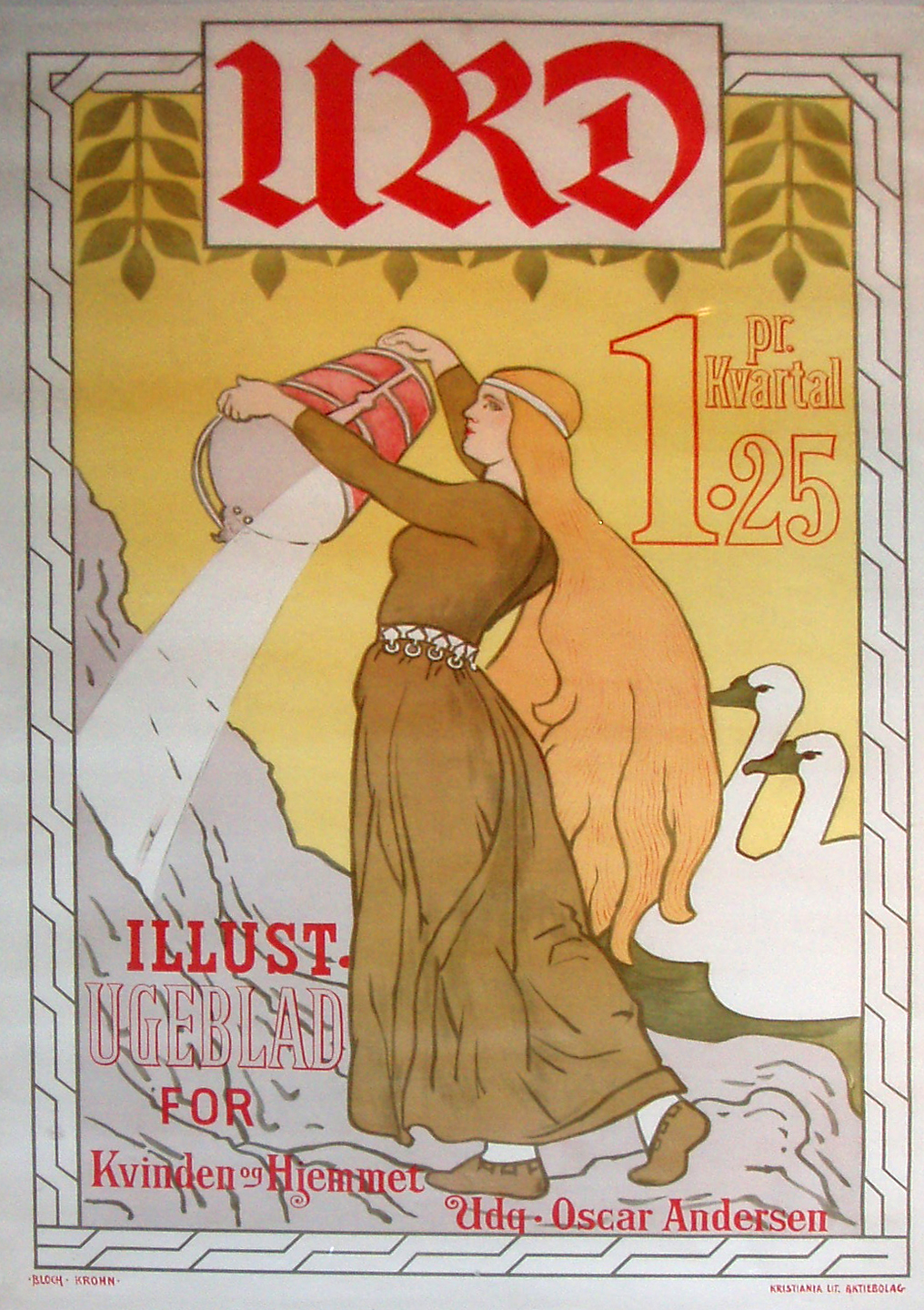
Urd is ook de naam van een vrouwentijdschrift dat uitgegeven werd in Noorwegen (tussen 1897 and 1958)

Urd of Urðr was een van de schikgodinnen (Nornen) in de Noordse mythologie. Zij was een oude vrouw en haar naam betekende dat wat zij vertegenwoordigde: het verleden.
Urd verzorgde de zwanen in de 'bron van Urd'. In deze bron worden zwanen geboren en ontspringen twee rivieren. De Nornen besprenkelen de levensboom Yggdrasil met leem en water van deze bron. Van de Nornen wordt ook gezegd dat zij zichzelf in zwanen konden veranderen.